# Pelham (Alabama)
Pelham es una ciudad ubicada en el condado de Shelby en el estado estadounidense de Alabama. En el censo de 2000, su población era de 14 369.

## Demografía
En el 2000 la renta per cápita promedia del hogar era de $54,808, y el ingreso promedio para una familia era de $79,794. El ingreso per cápita para la localidad era de $25,611. Los hombres tenían un ingreso per cápita de $42,659 contra $32,382 para las mujeres.

## Geografía
Pelham se encuentra ubicada en las coordenadas 33°18′16″N 86°47′5″O / 33.30444, -86.78472 (33.304581, -86.784620)
Según la Oficina del Censo de los EE. UU., la ciudad tiene un área total de 38.34 millas cuadradas (99.29 km²).